# Barylypa helleni
Barylypa helleni là một loài tò vò trong họ Ichneumonidae.